# Danh sách tác phẩm của Igor Stravinsky
Dưới đây là các sáng tác của nhà soạn nhạc vĩ đại người Nga Igor Stravinsky. Ngoài ra, ông con viết các cuốn hồi ký.

## Opera
- Chim họa mi (1914)
- Câu chuyện người lính (1918)
- Mavra (1922)
- Vua Oedipus (1928, tác phẩm này có thể được biểu diễn như một thanh xướng kịch)

## Kịch melo
Perséphone (1934)

## Ballet
- Chim lửa (1910)
- Petrushka (1911)
- Mùa xuân thần thánh (1913)
- Pulcinella (1920)
- Apollo Musagetes (1928)
- Nụ hôn của tiên nữ  (1928)
- Orpheus (1948)
- Agon (1957)

## Giao hưởng
- Số 1 (1905)
- Số 2 (1938)

## Tổ khúc
- Chim lửa (1945)
- Pulcinella (1947)

## Giao hưởng thơ
Bài ca chim họa mi (1917)

## Tác phẩm âm nhạc khác
- Scherzo theo kiểu Nga (1944)
- Biến tấu (1946)
- Romance
- Ca khúc